# Barongan
Barongan is een bestuurslaag in het regentschap Kudus van de provincie Midden-Java, Indonesië. Barongan telt 3052 inwoners (volkstelling 2010).